# Danzón (pel·lícula)
Danzón eés una pel·lícula mexicana de 1991 dirigida per María Novaro.

## Sinopsi
Julia (Maria Rojo) és una telefonista en la Ciutat de Mèxic que només té tres ocupacions: el treball, la seva filla i el danzón. Cada setmana Julia es llueix en la pista del Saló Colònia amb la seva parella de ball, Carmelo (Daniel Rergis). La vida de Julia canvia quan aquest desapareix i es decideix a buscar-lo a Veracruz.

## Repartiment
- María Rojo - Julia Solórzano
- Carmen Salinas - Doña Tí

## Comentaris
Aquest film ocupa el lloc 45 dins de la llista de les 100 millors pel·lícules del cinema mexicà, segons l'opinió de 25 crítics i especialistes del cinema a Mèxic, publicada per la revista Somos en juliol de 1994.

## Premis i nominacions
Nominada en 1992 per la Acadèmia Mexicana d'Arts i Ciències Cinematogràfiques al Premi Ariel a la millor pel·lícula, millor direcció, millor guió original, i al millor tema musical ("Danzón" de María Novaro). També fou presentada a la Quinzena de Realitzadors al 44è Festival Internacional de Cinema de Canes.